# Стандарта председника Народне скупштине Републике Србије
Стандарта председника Народне скупштине Републике Србије је званична државна застава коју употребљава државни службеник председник Народне скупштине Републике Србије.

## О стандарти
Стандарта председника Народне скупштине Републике Србије корсти се препоруком Народне скупштине Републике Србије о коришћењу грба, заставе и химне од 17. августа 2004. године и након усвајања Закона о изгледу и употреби грба, заставе и химне Републике Србије 19. маја 2009. године. Користи се током свечаних церемонија и као амблем председника Народне скупштине за теренску униформу у Војсци Србије.  Стандарта се налази у Народној скупштини Републике Србије у радном кабинету председника Народне скупштине и простору за обраћање јавности и медијима председника Народне скупштине.

## Изглед стандарте
Стандарта председника Народне скупштине јесте хоризонтална тробојка са пољима истих висина, одозго на доле: црвено, плаво и бело, а преко тих поља је Велики грб.

## Галерија
- Стандарта председника Народне скупштине од 2004. до 2010. године
- Велики грб Републике Србије који употребљава председник Народне скупштине